# 粗序重寄生
粗序重寄生（学名：Phacellaria caulescens）为檀香科重寄生属下的一个种。

## 扩展阅读
維基物種上的相關：粗序重寄生